# Guvernământul Basarabiei

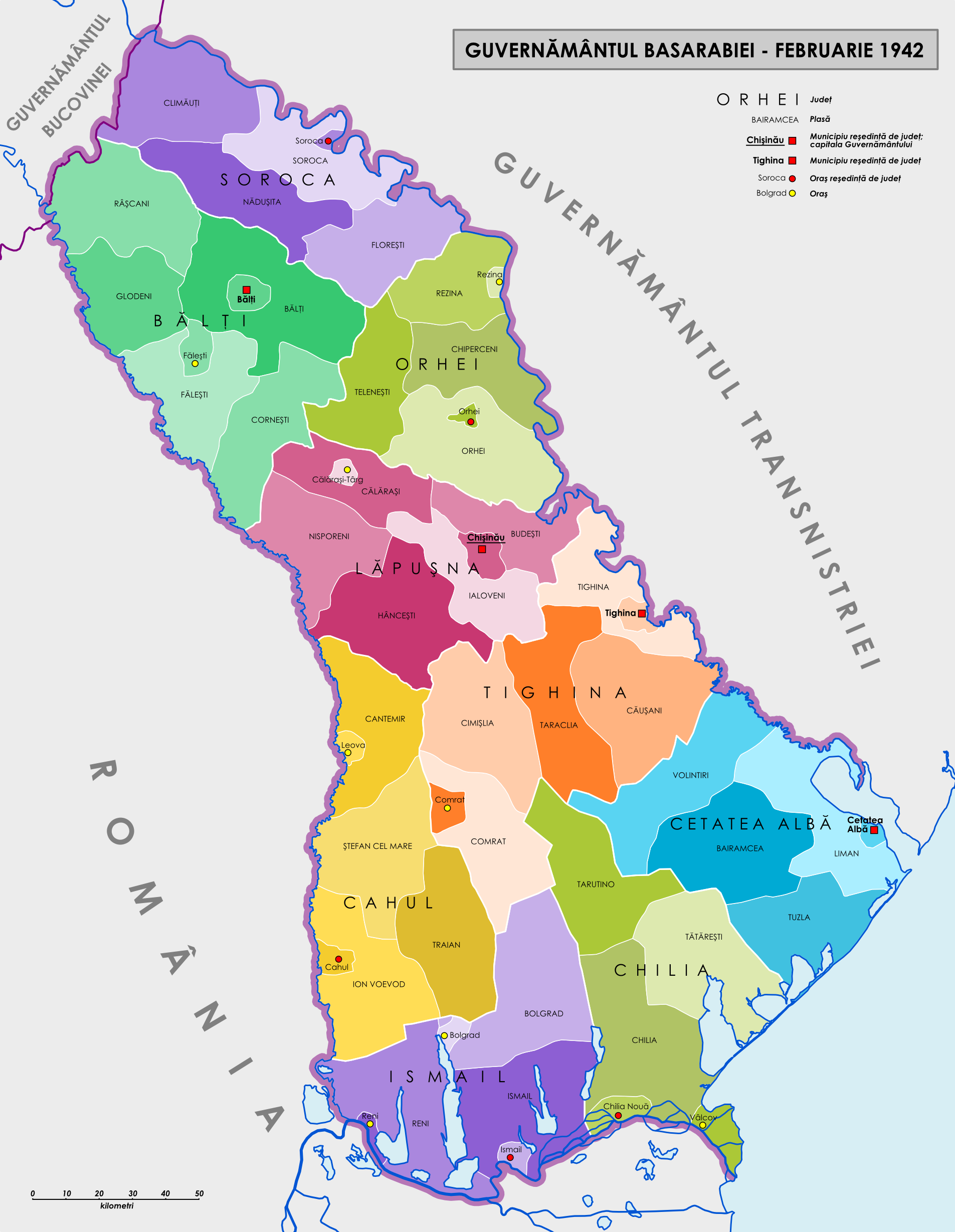

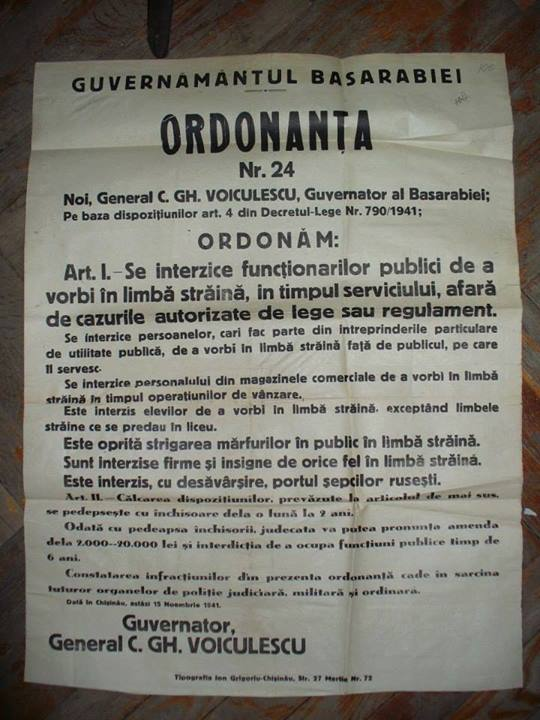
Document adoptat de Guvernământul Basarabiei pe 27 martie 1941

Guvernământul Basarabiei a fost o unitate administrativ-teritorială a României în timpul celui de-al Doilea Război Mondial. În nord-vest avea graniță cu Guvernământul Bucovinei. Capitala guvernământului a fost municipiul Chișinău.

## Istoric
După revenirea Basarabiei și nordului Bucovinei la România în 1941 s-a decis ca aceste două provincii să constituie două unități administrative autonome, conduse direct de conducătorul statului prin reprezentanți personali. Guvernământul Basarabiei a fost format din RSS Moldovenească și din regiunea Akkerman a RSS Ucrainene, ocupate de URSS în iunie 1940.
Guvernământul Basarabiei a fost împărțit în județe și anume Bălți (reședință - Bălți), Cahul (reședință - Cahul), Cetatea Albă (reședință - Cetatea Albă), Chilia (reședință - Chilia Nouă), Ismail (reședință - Ismail), Lăpușna (reședință - Chișinău), Orhei (reședință - Orhei), Soroca (reședință - Soroca) și Tighina (reședință - Tighina). Fiecare județ a fost împărțit în plăși. Județul era administrate de către prefecți, iar plășile de prim-pretori, ajutați de unul sau doi pretori. Comunele urbane și rurale făceau parte din plăși și erau conduse de primari.
Funcția de guvernator al Basarabiei a fost îndeplinită de următorii: gen. Constantin Voiculescu (5 septembrie 1941 - aprilie 1943) și gen. Olimpiu Stavrat (aprilie 1943 - 22 august 1944).
Această formă de organizare a provinciei a fost valabilă până la abrogarea Legii nr. 790/1941 prin Decretul-Lege din 4 septembrie 1944 (Legea nr. 449/1944).

## Unități administrativ-teritoriale
- Județul Soroca (Soroca)
  - Orașul Soroca
  - Plasa Climăuți-Lipnic
  - Plasa Florești
  - Plasa Nădușita-Drochia
  - Plasa Soroca
- Județul Bălți (Bălți)
  - Municipiul Bălți
  - Orașul Fălești
  - Plasa Bălți
  - Plasa Cornești
  - Plasa Fălești
  - Plasa Glodeni
  - Plasa Râșcani
- Județul Orhei (Orhei)
  - Orașul Orhei
  - Orașul Rezina
  - Plasa Chiperceni
  - Plasa Orhei
  - Plasa Rezina
  - Plasa Telenești
- Județul Lăpușna (Chișinău)
  - Municipiul Chișinău
  - Orașul Călărași-Târg
  - Plasa Budești-Chișinău
  - Plasa Călărași-Călărași-Târg
  - Plasa Hâncești
  - Plasa Ialoveni
  - Plasa Nisporeni
- Județul Tighina (Tighina)
  - Municipiul Tighina
  - Orașul Comrat
  - Plasa Căușani
  - Plasa Comrat
  - Plasa Cimișlia
  - Plasa Taraclia
  - Plasa Tighina
- Județul Cahul (Cahul)
  - Orașul Cahul
  - Orașul Leova
  - Plasa Cantemir-Leova
  - Plasa Ion Voevod-Cahul
  - Plasa Ștefan cel Mare-Baimaclia
  - Plasa Traian-Taraclia
- Județul Ismail (Ismail)
  - Orașul Ismail
  - Orașul Bolgrad
  - Orașul Reni
  - Plasa Bolgrad
  - Plasa Ismail
  - Plasa Reni
- Județul Chilia (Chilia Nouă)
  - Orașul Chilia Nouă
  - Orașul Vâlcov
  - Plasa Chilia
  - Plasa Tarutino
  - Plasa Tătărești
- Județul Cetatea Albă (Cetatea Albă)
  - Municipiul Cetatea Albă
  - Plasa Bairamcea
  - Plasa Liman-Cetatea Albă
  - Plasa Tuzla
  - Plasa Volintiri